# Warsonofiusz (Gogescu)
Warsonofiusz, imię świeckie Valentin Gogescu (ur. 24 stycznia 1968 w Bukareszcie) – rumuński biskup prawosławny.

## Życiorys
Absolwent seminarium duchownego w Bukareszcie (1990) i wydziału teologicznego Uniwersytetu w Bukareszcie (1994). W latach 1990–1998 był nauczycielem religii i metodykiem nauczania tego przedmiotu. Od 1993 do 1996 pracował w redakcji prawosławnego pisma. W 1998 został wykładowcą Nowego Testamentu w liceum teologicznym im. metropolity Nifona w Bukareszcie. W tym samym roku wstąpił do monasteru Slănic i złożył w nim wieczyste śluby mnisze, przyjmując imię zakonne Warsonofiusz. Na hieromnicha został wyświęcony w monasterze Radu Vodă w Bukareszcie, gdzie następnie, w 1999, mianowano go przełożonym wspólnoty. Zainicjował remont klasztoru, w ramach której odnowiono w nim ikonostas, ikony i dzwonnicę. Od 1999 do 2001 był egzarchą (dziekanem) monasterów w archieparchii Bukaresztu. W 2001 został wiceprzewodniczącym kolegium redakcyjnego oficjalnego pisma metropolii Muntenii i Dobrudży „Głos Kościoła”.
W 2001 został wyświęcony na biskupa prahoviańskiego, wikariusza archieparchii Bukaresztu. W 2007 patriarcha Rumunii Daniel mianował go przewodniczącym komisji liturgicznej archieparchii Bukaresztu i sekretarzem synodu metropolii Muntenii i Dobrudży. Biskup Warsonofiusz koordynował prace nad wznoszeniem nowych cerkwi w monasterach Bolintin i Chiajna oraz innych świątyń prawosławnych na terenie archieparchii. Doprowadził również do otwarcia szeregu prawosławnych kaplic szpitalnych, więziennych, wojskowych i szkolnych.
W 2013 obronił doktorat w dziedzinie teologii.
W 2014 został ordynariuszem eparchii Râmnic.